# S.O.S. (Lost)
 For alternative betydninger, se S.O.S. (flertydig). (Se også artikler, som begynder med S.O.S.)
"S.O.S." er det 43. afsnit af tv-serien Lost. Episoden blev instrueret af Eric Laneuville og skrevet af Steven Maeda & Leonard Dick. Det blev første gang udsendt 12. april 2006, og karaktererne Rose og Bernard vises i afsnittets flashbacks.